# Libido

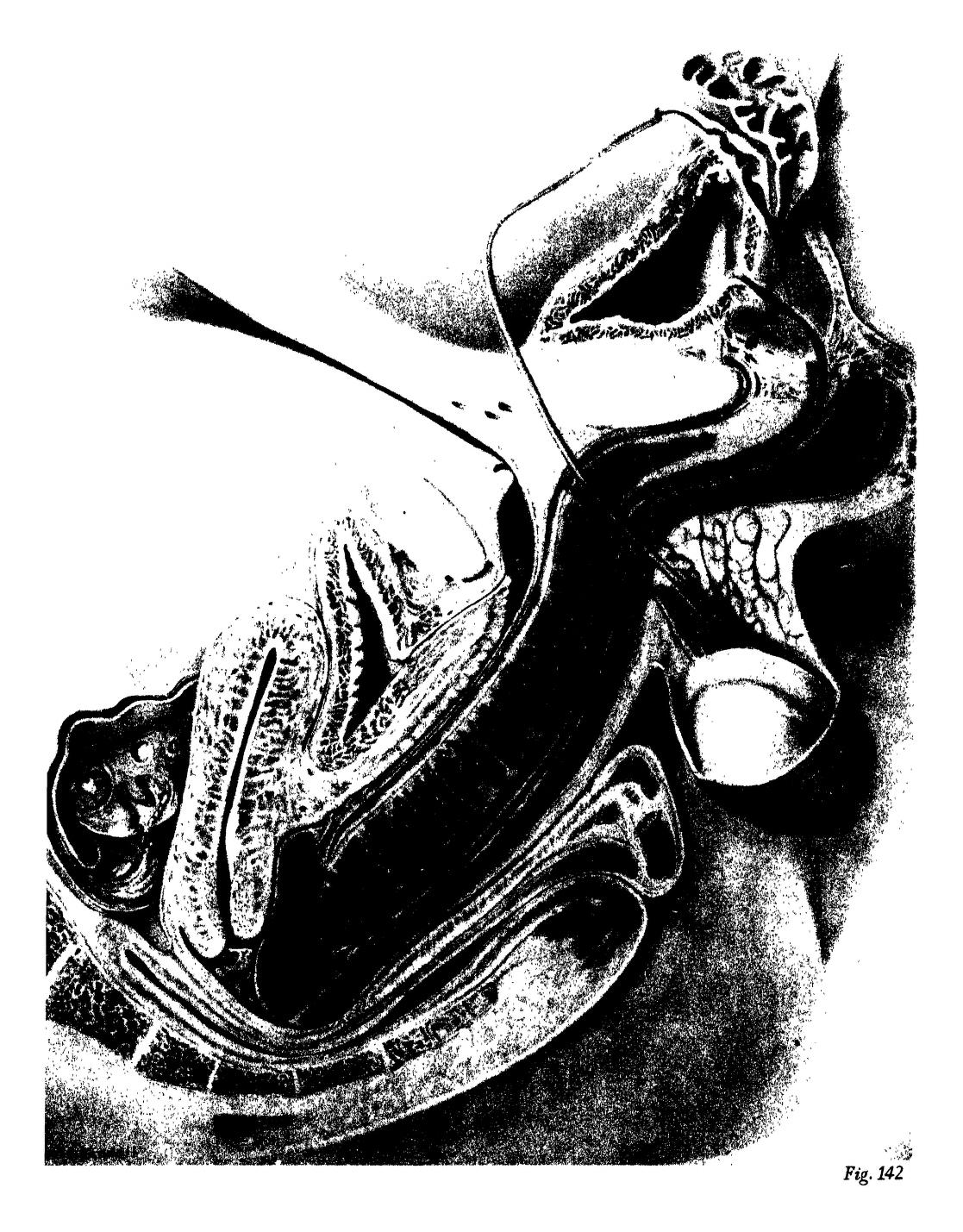
Act sexual uman

Libidoul (din latină libido) reprezintă pofta, apetitul, sau dorința de satisfacere a instinctului sexual. Acest fenomen este parte componentă a sexualității. În cazul nimfomaniei „dorința sexuală de împreunare este exagerată”.